# 에드윈 프리드먼
에드윈 하워드 프리드먼(Edwin Howard Friedman, 1932.5.17 – 1996.10.31)은 랍비(rabbi)이자 가족치료사(family therapist), 리더십 자문원(leadership consultant)이었다. 그는 뉴욕에서 태어났으며 35년 이상 워싱턴DC(Washington DC)에서 근무하면서 베데스다 유대인 집회(Bethesda Jewish Congregation)를 건립하였다. 주요 영역은 가족치료(family therapy)이자 기독교도 밑 유대교도 양측의 집회 리더십(congregational leadership) 그리고 일반 리더십이었다.

## 접근법
프리드먼의 접근방식은 주로 가족 체계 이론(family systems theory)의 이해로 형성되었다. 세미나 저술이자 종교집회 리더들을 위하여 저술된 『세대에서 세대로(Generation to Generation)』는 리더들이 세 주요 영역을 개발하는 것에 초점을 두었다.
- 자기분화 상태(Being self differentiated)
- 걱정 없는 상태(Being non-anxious)
- 주도하는 이와 함께 하는 상태(Being present with those one is leading)

가족치료 내에서의 문화간 소통과 이해에 대한 그의 공헌은 『비유대교 여성의 신화(The Myth of the Shiksa)』(초판 1982, 개정판 2008)라는 에세이에 등장한다. 여기서 그는 '문화적 의상과 가면(cultural costume and camouflage)'이라는 용어를 사용하여 인간이 자신의 윤리적 혹은 문화적 정체성을 표현하는 방식을 설명하였다. 이는 가족치료사이자 횡문화정신과의사(transcultural psychiatrist) 빈센초 디 니콜라(Vincenzo Di Nicola)의 『가족 안의 낯선 사람(A Stranger in the Family)』이라는 책의 제3장 현재하는 문화(Chapter 3: The Presenting Culture)에서, 문화적 가족치료에 대하여 상세히 다뤄졌다. 인간은 문화라는 매개변수를 통하여 존재한다는 문화인류학자 클리포드 기어츠(Clifford Geertz)의 생각에 공명하여, 문화적 가족치료 모델은 문화적 의상과 가면을 개념 도구로 이용한다. 이는 디 니콜라가 '마스크(masks)라고 불렀다. 디 니콜라는 "각 가족마다 자기 문화의 레퍼토리로부터 이용가능한 문화적 가면을 가져온다는 것을 프리드먼은 관찰하였다."라고 하였다.

## 자기분화
『세대에서 세대로(Generation to Generation)』를 기반으로 프리드먼의 가족과 친구는 『신경의 실패 - 임시변통 시대의 리더십(A Failure of Nerve--leadership in the age of the quick fix)』라는 책을 출판하였다. 이는 리더가 자기분화(self-differentiation)하거나 잘 분화된 사람으로 이해한 프리드먼의 작업을 완성한 것이다.
프리드먼은 좋은 자기분화를 보이는 리더십은 위대한 르네상스 탐험가들이 보여준 리더십이라고 하였다. 리더들은 다음과 같은 특징을 보였다.
- 자신을 주변의 감정 처리로부터 분리시키는 능력
- 원칙과 비전에 대한 명료성을 확보하는 능력
- 노출되고 취약해지는 것을 기꺼이 함
- 관성이 가져오는 저항감을 계속해서 직면함
- 반발 태업에 맞서 감정의 자제

프리드먼 모델에서 자기지식(self-knowledge)과 자기통제(self-control)라는 두 개념이 중요하다. 프리드먼은 매우 걱정이 많고 리스크를 회피하며 발전이 아닌 감정에 관심을 갖고, 삶이 타인들의 합의된 것 안에서 맴도는 리더의 '신경 실패(failure of nerve)'를 공격하였다. 자기분화를 통하여 리더는 걱정하는 비자기와 걱정없는 자기의 통합을 유지한다. 그래서 통합을 촉진하거나 리더가 주도하는 비통합(dis-integr-ation)을 몰아낸다.
다른 곳에서 프리드먼은 잘 분화된 리더를 설명하였다.
| “ | 타인에게 해야 할 일을 말하거나 심부름 보내는 독재자는 아니지만, 자신의 감정적 존재와 운명을 책임지지 않은 이들에 의해 자신을 한정하는 리더는 그렇게 인지될 것이다. ... 삶의 목표가 뚜렷한 사람이며 따라서 근심에 찬 감정 처리가 소용돌이 치는 가운데서 헤매지 않을 것이다. ... 타인과 연결되어 있으면서도 분리할 줄 아는 사람이며, 수정을 가할 줄 알고 걱정하지 않으면서 때로는 도전하는 존재를 유지할 수 있다. ... 타인이 보이는 자동적 반응에 대하여 자신의 반응을 조절할 수 있고 불쾌함의 우려가 있는 가운데에서도 행동을 취할 수 있다. | ” |

## 같이 보기
- 머레이 보웬